# Онегин, Владимир Иванович
Онегин Владимир Иванович (24 июля 1935 года) — ректор Лесотехнической академии, академик Санкт-Петербургской академии, академик Российской академии естественных наук, академик Международной академии высшей школы, доктор технических наук, профессор, заслуженный деятель науки Российской Федерации.

## Биография
Владимир Иванович Онегин родился 24 июля 1935 года в д. Конечек Псковской области.
В 1960 году окончил факультет механической технологии древесины с отличием в Лесотехнической академии имени С. М. Кирова. С 1960 по 1962 год работал на вагоностроительном заводе в Калинине — сначала мастером, а затем заместителем начальника цеха.
В 1962 году поступил в аспирантуру при Лесотехнической академии и окончил её в 1965 году, защитив диссертацию на соискание ученой степени кандидата технических наук.
С 1965 года вся деятельность В. И. Онегина связана с Лесотехнической академией, где он занимал должности: аспирант, ассистент (1965 г.), старший преподаватель (1967 г.), доцент (1970 г.).
Одновременно с преподавательской деятельностью он выполняет обязанности заместителя декана факультета МТД (1965—1969 года), в качестве ученого секретаря квалифицированно ведет дела совета академии (1970-1973 гг.), успешно работает деканом факультета МТД (1973—1982 гг.), будучи проректором по учебной работе (1982—1985 гг.) возглавляет учебно-воспитательную работу в академии.
В 1983 году В. И. Онегин защищает диссертацию на соискание ученой степени доктора технических наук на тему «Повышение эффективности формирования лакокрасочных покрытий древесины» в диссертационном совете Московского лесотехнического института. В 1985 году ему присуждается ученое звание профессора.
С 1985 года Владимир Иванович назначается ректором Лесотехнической академии.
С 2010 года В. И. Онегин — президент Санкт-Петербургского государственного лесотехнического университета имени С. М. Кирова.

## Труды
Основной источник
- Отделка изделий из древесных материалов методом окунания — Л. : ЛДНТП, 1981.
- Декоративные свойства лакокрасочных покрытий древесины — Л. : ЛДНТП, 1983.

## Награды
- Орден «Знак почета» (1982 г., 2003 г.).
- Орден «Белого креста» (Всемирная федерация рыцарей — 1993 г.).
- Серебряной медалью им. В. И. Вернадского.
- Избран Почетным профессором Монгольского политехнического университета.

В 2000 г. В. И. Онегин избран Человеком года по Санкт-Петербургу в номинации «Ректоры». Награждён почетной грамотой Госкомвуза РФ, памятной медалью и дипломом «Автору научного открытия» Российской академии естественных наук.
В. И. Онегину присвоены звания «Заслуженный деятель науки Российской Федерации», «Почетный работник лесной промышленности», «Почетный мебельщик Беларуси».